# 종족 연구
종족 연구 (Ethnic Studies)란 주로 인종, 종족성, 민족, 성적지향, 성별, 국가권력 등에서 차이점에 대한 학제간 연구이다. 특별히 미국에서 소수 인종집단의 관점에서 이해하는 인종 및 민족에 대한 학제간 연구이다. 1960년대 소수 인종 차별을 개혁하는 운동의 결과로 여러 대학교에서 시작되었다. 인종차별적 문화이해를 극복하고 공정과 평화의 생산적 방향으로 연구하고 비판분석을 시도하였다.

## 같이 보기
- 민족지
- 문화인류학